# ديفيد شودنوسكي
ديفيد شودنوسكي هو سياسي كندي، ولد في 1949. حزبياً، نشط في الحزب الديمقراطي الجديد في كولومبيا البريطانية ‏.